# Зворикіна Кіра Олексіївна
Кіра Олексіївна Зворикіна (29 вересня 1919, Миколаїв — 5 вересня 2014) — радянська шахістка. Онучата племінниця винахідника В. К. Зворикіна.

## Досягнення і поразки
- У 1951, 1953, 1956 роках була чемпіонкою СРСР.
- У 1957 перемогла на Всесвітній олімпіаді у складі збірної СРСР.
- У 1959 програла матч на першість світу Єлизаветі Биковій.[1]
- У 1963 перемогла на Всесвітній олімпіаді у складі збірної СРСР.
- З 1977 міжнародний арбітр.
- З 1978 міжнародний гросмейстер.